# Contaminació del sòl

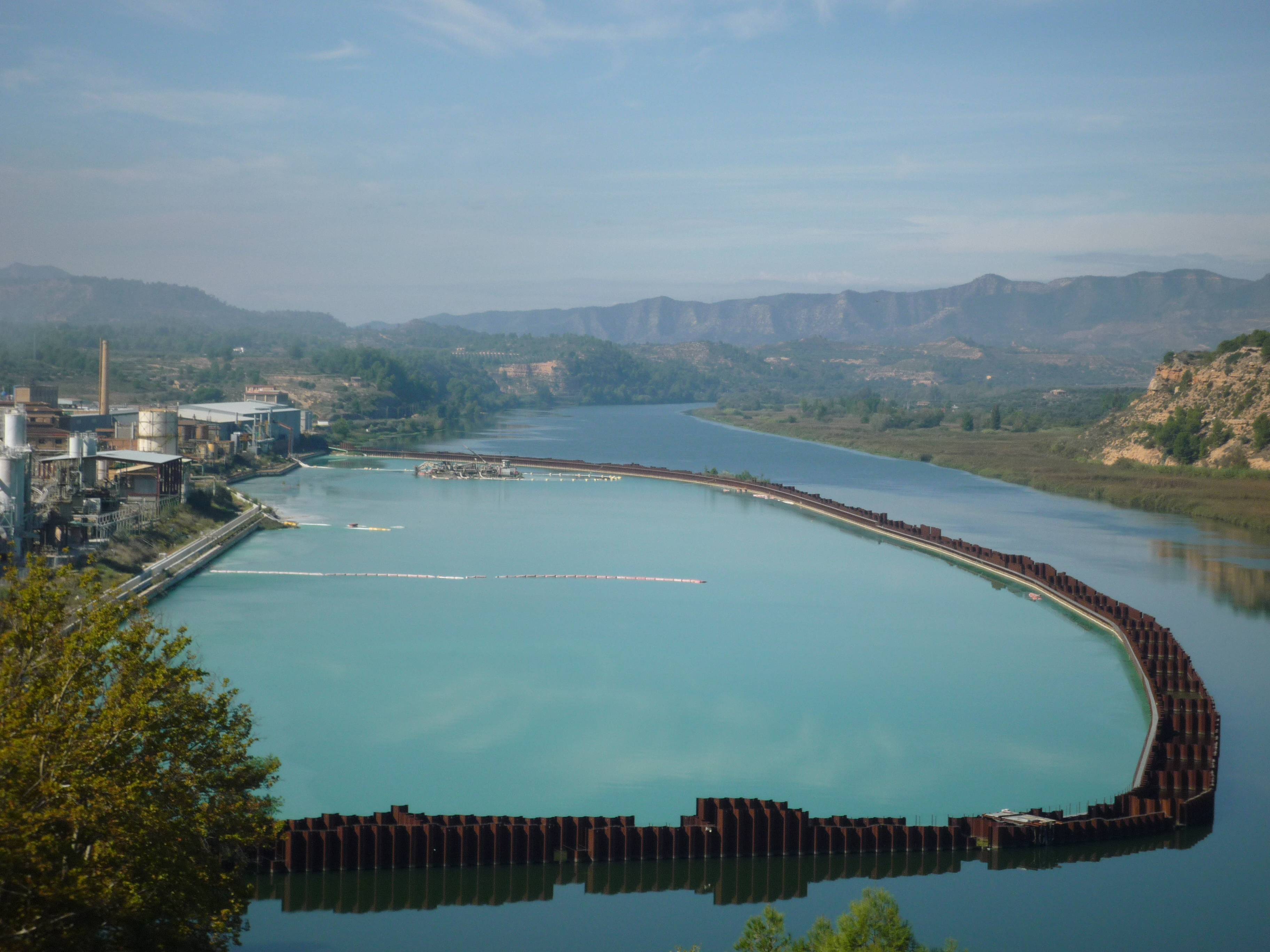
Una vasta zona de terrenys a la vora del Pantà de Flix fou contaminada amb productes químics d'alta toxicitat. Amb el temps, aquesta contaminació del sòl ha passat a contaminar l'embassament.

La contaminació del sòl és la contaminació que afecta el sòl. Es considera contaminació del sòl la degradació física o química d'aquest, que hi provoca una degradació que porta a la pèrdua parcial o total del sòl o bé a un canvi significatiu de l'ecosistema al qual pertany.

## Causes
Les causes principals solen ser per l'activitat humana o antropogèniques. Així es provoca la contaminació del sòl per escalfament, per addicció de substàncies sòlides o líquides, per addicció de radiació, per gasos, erosió, compactació i activitat minera, donant lloc a zones degradades. Les contaminacions més greus són generalment conseqüència de l'abocament de residus diversos, especialment residus industrials tòxics i residus de les explotacions petrolieres.
En alguns casos també les activitats naturals poden provocar contaminació del sòl, per exemple l'erupció d'un volcà o el pas reiterariu d'animals.
Les principals causes són:
1. Emmagatzematge incorrecte de productes i/o residus en activitats industrials
2. Abocaments incontrolats de residus
3. Runa industrial
4. Bidons soterrats
5. Emmagatzematge incorrecte de productes o residus
6. Accidents en el transport de mercaderies
7. Fuites en tancs o operacions deficients
8. Abocaments incontrolats d'aigües residuals
9. Ús incorrecte de pesticides i/o adobs
10. Clavegueram antic en mal estat
11. Antics enterraments de residus
12. Deposició de contaminants atmosfèrics
13. Acumulació excessiva de residus en abocadors[3]

## Efectes
Si sota o a la vora del sòl contaminat hi passa aigua, la contaminació pot arribar a aquesta. La contaminació de l'aigua té la possibilitat d'estrendre's després als rius i a la mar, provocant la mort de plantes aquàtiques, peixos, ocells i amfibis, entre altres formes de vida.
Els principals efectes són:
1. Contaminació de les aigües superficials
2. Contaminació de les aigües superficials subterrànies
3. Contaminació dels sediments del riu
4. Evaporació de compostos volàtils: L'evaporació de compostos volàtils que es trobin en el sòl i/o aigües subterrànies pot suposar un risc d'inhalació de contaminants per a les persones i tenir efectes diversos en funció de la toxicitat dels compostos. Les acumulacions a l'interior d'edificis poden ser importants.
5. Contaminació de l'aire a l'interior d'edificis: L'evaporació de compostos volàtils del sòl i/o d'aigües subterrànies pot provocar la seva mobilització i introducció a l'interior d'edificis a través de parets o conductes, i exposar així a les persones al risc d'inhalació de contaminants. En aquests casos, l'acumulació de compostos volàtils s'acostuma a trobar en soterranis d'edificis i pot detectar-se fàcilment mitjançant l'obertura d'una aixeta d'aigua a través de la qual s'alliberen els gasos acumulats a la canonada.
6. Contaminació d'aigua d'abastament: La contaminació de les aigües subterrànies pot suposar la contaminació de pous d'abastament per a ús agrícola, industrial o municipal, i provocar un risc per a les persones associat a la ingestió d'aigua o a la ingestió d'hortalisses regades amb l'aigua contaminada. El punt d'abastament on es detecten els efectes de la contaminació pot estar molt lluny de l'origen d'aquesta contaminació.
7. Ingestió de terra contaminada: La presència de sòls contaminats en zones recreatives públiques o jardins particulars pot provocar un risc de contacte amb el sòl contaminat i la possibilitat d'ingestió accidental d'aquest sòl per part de nens quan hi juguen.
8. Ús recreatiu d'aigües superficials contaminades: Les aigües superficials contaminades en llocs destinats a un ús recreatiu poden suposar un risc per a les persones associat al contacte dèrmic amb l'aigua, a la ingestió accidental d'aigua o a la inhalació de vapors.
9. Perills en excavacions: La realització d'excavacions en terrenys contaminats i amb possibilitat d'existència de bosses de residus poden suposar un risc per als veïns i operaris, associat a emanacions tòxiques, inhalació de compostos volàtils i/o explosions de gasos.
10. Contaminació d'hortalisses i animals de granja a causa de la utilització d'aigües subterrànies: La utilització d'aigües subterrànies contaminades per al reg o bé per al consum en granges pot tenir els següents efectes:
  - Consum ramader de vegetals contaminats regats amb aigua contaminada.
  - Ingestió ramadera d'aigua contaminada.
  - Consum humà de productes ramaders contaminats.
  - Consum humà de productes hortícoles contaminats.